# Stazione di Guil
La stazione di Guil (구일역 - 九一驛, Guil-yeok) è una stazione della metropolitana di Seul servita dalla linea 1 (gestita da Korail), che utilizza i binari della linea Gyeongin. La stazione si trova nel quartiere di Guro-gu. Il sottotitolo del nome della stazione è Università Dongyang Mirae (동양미래대학교 - 東洋未來大學校, Dongyang Mirae Daehakgyo).

## Linee
Korail
■ Linea Gyeongin (infrastruttura)
● Linea 1 142 (servizio)

## Struttura
La stazione è costituita da un marciapiede laterale con un binario, e uno a isola combinato con uno laterale con altri 3 binari passanti.
| 1   | ● Linea Gyeongin | Locali                                       | per Guro, Yongsan, Seul, Cheongnyangni, Soyosan |
| 2-3 | ● Linea Gyeongin | Binario usato dai treni espressi in transito | Binario usato dai treni espressi in transito    |
| 4   | ● Linea Gyeongin | Locali                                       | per Bucheon, Bupyeong, Juan e Incheon           |

## Stazioni adiacenti
| «                        | Servizio           | »                  |
| Linea 1 (Gyeongin)       | Linea 1 (Gyeongin) | Linea 1 (Gyeongin) |
| ------------------------ | ------------------ | ------------------ |
| Guro                     | Locale             | Gaebong            |
| L'espresso A/B non ferma |                    |                    |